# Дипломатически мисии на Беларус
Това е списък на посолствата и консулствата на Беларус по целия свят.

## Европа
- Австрия
  - Виена (посолство)
- Белгия
  - Брюксел (посолство)
- България
  - София (посолство)
- Великобритания
  - Лондон (посолство)
- Германия
  - Берлин (посолство)
  - Бон (консулски офис)
- Естония
  - Талин (генерално консулство)
- Италия
  - Рим (посолство)
- Латвия
  - Рига (посолство)
  - Даугавпилс (генерално консулство)
- Литва
  - Вилнюс (посолство)
- Молдова
  - Кишинев (посолство)
- Полша
  - Варшава (посолство)
  - Бялисток (генерално консулство)
  - Гданск (генерално консулство)
  - Бяла Подласка (консулство)
- Румъния
  - Букурещ (посолство)
- Русия
  - Москва (посолство)
- Словакия
  - Братислава (посолство)
- Сърбия
  - Белград (посолство)
- Украйна
  - Киев (посолство)
- Унгария
  - Будапеща (посолство)
- Франция
  - Париж (посолство)
- Нидерландия
  - Хага (посолство)
- Чехия
  - Прага (посолство)
- Швейцария
  - Берн (посолство)
- Швеция
  - Стокхолм (посолство)

## Северна Америка
- Канада
  - Отава (посолство)
- Куба
  - Хавана (посолство)
- САЩ
  - Вашингтон (посолство)
  - Ню Йорк (генерално консулство)

## Южна Америка
- Аржентина
  - Буенос Айрес (посолство)
- Бразилия
  - Бразилия (посолство)
- Венецуела
  - Каракас (посолство)

## Африка
- Египет
  - Кайро (посолство)
- Либия
  - Триполи (посолство)
- ЮАР
  - Претория (посолство)

## Азия
- Армения
  - Ереван (посолство)
- Виетнам
  - Ханой (посолство)
- Израел
  - Тел Авив (посолство)
- Индия
  - Ню Делхи (посолство)
- Иран
  - Техеран (посолство)
- Казахстан
  - Астана (посолство)
- Киргизстан
  - Бишкек (посолство)
- Китай
  - Пекин (посолство)
- Обединени арабски емирства
  - Абу Даби (посолство)
- Сирия
  - Дамаск (посолство)
- Туркменистан
  - Ашхабад (посолство)
- Турция
  - Анкара (посолство)
- Узбекистан
  - Ташкент (посолство)
- Южна Корея
  - Сеул (посолство)
- Япония
  - Токио (посолство)

## Междудържавни организации
- - Брюксел - ЕС
  - Брюксел - НАТО
  - Виена - ОССЕ
  - Женева - ООН
  - Ню Йорк - ООН
  - Париж - ЮНЕСКО
  - Страсбург - Съвет на Европа